# NGC 3370
NGC 3370 is een spiraalvormig sterrenstelsel in het sterrenbeeld Leeuw. Het hemelobject werd op 21 maart 1784 ontdekt door de Duits-Britse astronoom William Herschel. In het sterrenstelsel werd op 14 november 1994 supernova SN 1994ae geobserveerd.

## Synoniemen
- UGC 5887
- MCG 3-28-8
- ZWG 95.19
- IRAS10444+1732
- PGC 32207